# Rabi al-awwal

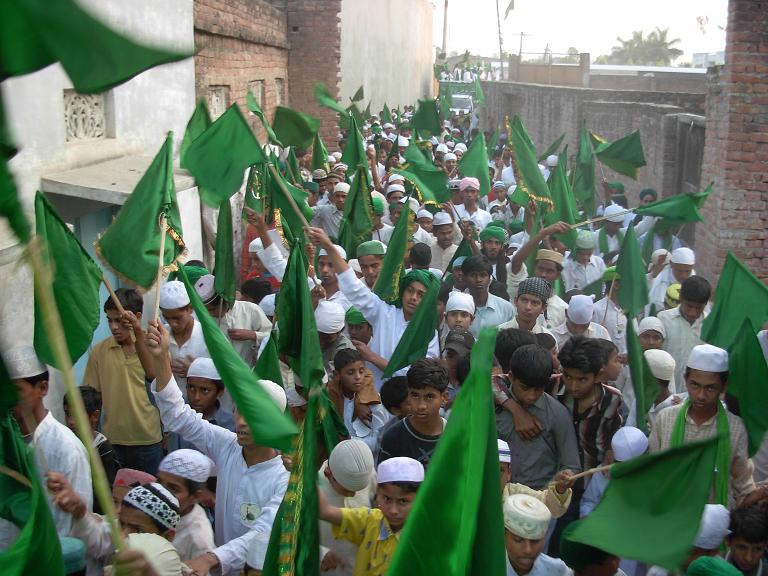
Procesja w Bhadohi (Indie) w święto mawlid- urodziny proroka Mahometa.

Rabi al-awwal (arab. ربيع الأول, rabīʿ al-ʾawwal) jest trzecim miesiącem kalendarza muzułmańskiego, trwającym 30 dni. Miesiąc rabi al-awwal, czyli 'wiosna pierwsza', dawniej przypadał na jesień, a słowo 'rabi' oznaczało w czasach przedmuzułmańskich zarówno wiosnę, jak i jesień. W tym miesiącu muzułmanie na całym świecie obchodzą święto mawlid – urodziny proroka Mahometa. Według tradycji muzułmańskiej, Mahomet urodził się dwunastego albo siedemnastego dnia tego miesiąca (sunnici obstają przy pierwszej wersji, szyici przy drugiej) w Roku Słonia, tuż przed ukazaniem się na niebie planety Wenus. Święto obchodzone jest od 1207.